# Грин, Бернард
Бернард Грин (англ. Bernard Greene; 28 сентября 1965, Вашингтон — 21 января 2023, Висбаден) — американский музыкант, добившийся в 1990-е годы коммерческого успеха как евродэнс-исполнитель под сценическим именем B.G., the Prince of Rap (продюсировался в Германии).

## Биография
Бернард Грин родился 28 сентября 1965 года в Вашингтоне, федеральный округ Колумбия. После окончания средней школы Суитланд (Suitland High School) он учился в Общественном Колледже Принс-Джорджес, располагавшемся в одноимённом округе штата Мэриленд, который окончил в 1985 году. В том же году он вступил в ряды Армии США и после прохождения подготовки в Южной Каролине был направлен для прохождения службы в Германию.
После окончания действительной военной службы Бернард остался в Германии и стал активно заниматься музыкой, читая рэп на различных конкурсах и фестивалях во Франкфурте-на-Майне. На него обратили внимание продюсеры Джэм Эль Мар и Штефан Бенц. С их помощью Бернард Грин под сценическим псевдонимом B.G., the Prince of Rap выпустил в 1990 году свой первый сингл «Rap To The World».
Первый успех пришёл в 1991 году с выходом сингла «This Beat Is Hot», попавшим в чарты Германии, Австрии, Новой Зеландии и Соединённых Штатов (в том числе первое место в специализированном чарте US Dance Club Songs). В том же году вышел первый альбом под названием The Power Of Rhythm.
Второй альбом The Time Is Now, приобретший классическое евродэнс-звучание, вышел в 1994 году. Альбом содержал ряд выпущенных в качестве синглов композиций, в том числе «Can We Get Enough?» и «The Colour of My Dreams», которые стали главными хитами в карьере музыканта.
Третий альбом Get The Groove On вышел в 1996 году.
После 1996 года Бернард Грин перестал записывать новые композиции (не считая немногочисленных совместных записей с другими музыкантами). В сентябре 2005 года он переехал в Висбаден, где стал работником местного музея.
Умер 21 января 2023 года.

## Дискография

### Альбомы
- The Power Of Rhythm (1991)
- The Time Is Now (1994)
- Get The Groove On (1996)

### Синглы
- Rap To The World' (1990)
- This Beat Is Hot' (1991)
- Give Me The Music' (1991)
- Take Control Of The Party' (1991)
- The Power Of Rhythm' (1992)
- Can We Get Enough?' (1993)
- The Colour of My Dreams' (1994)
- Rock a Bit' (1994)
- Can't Love You' (1995)
- Stomp!' (1996)
- Jump to This (Allnight!)' (1996)
- Take Me Through The Night' (1996)